# Sounio
Sounio  este un oraș în Grecia în prefectura Attica.